# Lista siturilor arheologice din județul Vâlcea - S
Lista siturilor arheologice din județul Vâlcea - S conține toate siturile arheologice din județul Vâlcea înscrise în Repertoriul Arheologic Național (RAN) și aflate în localități al căror nume începe cu litera S. RAN este administrat de Ministerul Culturii și Patrimoniului Național și cuprinde date științifice, cartografice, topografice, imagini și planuri, precum și orice alte informații privitoare la zonele cu potențial arheologic, studiate sau nu, încă existente sau dispărute.
Puteți căuta un sit din localitățile care încep cu litera S folosind formularul de mai jos sau puteți naviga prin toate siturile din județ la Lista siturilor arheologice din județul Vâlcea.
| Cod RAN                                    | Denumire | Localitate                                                  | Adresă                          | Datare                    | Descoperit | Coordonate                                              | Imagine           | Erori            |
| ------------------------------------------ | --- | ----------------------------------------------------------- | ------------------------------- | ------------------------- | ---------- | ------------------------------------------------------- | ----------------- | ---------------- |
| 172901.01.03 (Cod LMI: VL-I-m-B-09573.01)  | Situl arheologic de la Sălătrucel / ansamblu anonim (Categorie: locuire civilă) (Tip: Așezare) | sat Sălătrucel, comuna Sălătrucel                           |                                 |                           |            |                                                         | Încărcați imagine | Raportați eroare |
| 172901.01.01 (Cod LMI: VL-I-m-B-09573.03)  | Situl arheologic de la Sălătrucel / ansamblu anonim (Categorie: locuire civilă) (Tip: Așezare) | sat Sălătrucel, comuna Sălătrucel                           |                                 |                           |            |                                                         | Încărcați imagine | Raportați eroare |
| 172901.01.02 (Cod LMI: VL-I-m-B-09573.02)  | Situl arheologic de la Sălătrucel / ansamblu anonim (Categorie: locuire civilă) (Tip: Așezare) | sat Sălătrucel, comuna Sălătrucel                           |                                 | geto-dacică               |            |                                                         | Încărcați imagine | Raportați eroare |
| 169397.01.01 (Cod LMI: VL-I-m-B-09574.03)  | Situl arheologic de la Sânbotin / ansamblu anonim (Categorie: locuire civilă) (Tip: Așezare) | sat Sânbotin, comuna Dăești                                 |                                 |                           |            |                                                         | Încărcați imagine | Raportați eroare |
| 169397.01.02 (Cod LMI: VL-I-m-B-09574.02)  | Situl arheologic de la Sânbotin / ansamblu anonim (Categorie: locuire civilă) (Tip: Așezare) | sat Sânbotin, comuna Dăești                                 |                                 | geto-dacică               |            |                                                         | Încărcați imagine | Raportați eroare |
| 169397.01.03 (Cod LMI: VL-I-m-B-09574.01)  | Situl arheologic de la Sânbotin / ansamblu anonim (Categorie: locuire civilă) (Tip: Așezare) | sat Sânbotin, comuna Dăești                                 |                                 |                           |            |                                                         | Încărcați imagine | Raportați eroare |
| 171012.01.01 (Cod LMI: VL-I-s-B-09577)     | Așezarea romană de la Stănești - "Lunca" / ansamblu anonim (Categorie: locuire civilă) (Tip: Așezare) | sat Stănești-Lunca, comuna Lungești                         |                                 |                           |            |                                                         | Încărcați imagine | Raportați eroare |
| 173249.01.01 (Cod LMI: VL-I-s-B-09579)     | Așezarea Latene de la Stoenești / ansamblu anonim (Categorie: locuire civilă) (Tip: Așezare) | sat Stoenești, comuna Stoenești                             |                                 | geto-dacică               |            |                                                         | Încărcați imagine | Raportați eroare |
| 167561.02.01 (Cod LMI: VL-I-s-B-09581)     | Așezarea neolitică de la Stolniceni / ansamblu anonim (Categorie: locuire civilă) (Tip: Așezare) | localitate componentă Stolniceni, municipiul Râmnicu Vâlcea |                                 |                           |            |                                                         | Încărcați imagine | Raportați eroare |
| 171441.01.01 (Cod LMI: VL-I-s-B-09582)     | Așezarea hallstattiană de la Stupărei - "Stația de transformare Stupărei" / ansamblu anonim (Categorie: locuire civilă) (Tip: Așezare)                                                                          | sat Stupărei, comuna Mihăești                               | Stația de transformare Stupărei |                           |            |                                                         | Încărcați imagine | Raportați eroare |
| 173720.01.01                               | Biserica "Sfinții Arhangheli" a boierilor Slăvitești / ansamblu anonim (Categorie: structură de cult/religioasă) (Tip: Biserică)                                                                                | sat Slăvitești, comuna Șirineasa                            |                                 | sec.XVIII                 |            |                                                         | Încărcați imagine | Raportați eroare |
| 173720.01.02                               | Biserica "Sfinții Arhangheli" a boierilor Slăvitești / ansamblu anonim (Categorie: structură de cult/religioasă) (Tip: necropola)                                                                               | sat Slăvitești, comuna Șirineasa                            |                                 |                           |            |                                                         | Încărcați imagine | Raportați eroare |
| 169976.01.01 (Cod LMI: VL-II-m-A-09929.01) | Mânăstirea Surpatele / ansamblu Biserica "Sf. Arhangheli" (Categorie: construcție de cult) (Tip: Biserică) | sat Surpatele, comuna Frâncești                             | La mănăstire                    | 1706                      |            |                                                         | Încărcați imagine | Raportați eroare |
| 169976.01.02 (Cod LMI: VL-II-m-A-09929.02) | Mânăstirea Surpatele / ansamblu anonim (Categorie: construcție de cult) (Tip: Stăreția) | sat Surpatele, comuna Frâncești                             | La mănăstire                    | 1706                      |            |                                                         | Încărcați imagine | Raportați eroare |
| 169976.01.03 (Cod LMI: VL-II-m-A-09929.03) | Mânăstirea Surpatele / ansamblu anonim (Categorie: construcție de cult) (Tip: Chilie) | sat Surpatele, comuna Frâncești                             | La mănăstire                    | 1706                      |            |                                                         | Încărcați imagine | Raportați eroare |
| 171432.01.01 (Cod LMI: VL-II-m-A-09904.01) | Situl Mănăstirii Govora "Adormirea Maicii Domnului" din Scărișoara / ansamblu Biserica "Adormirea Maicii Domnului" (Categorie: construcție de cult) (Tip: Biserică)                                             | sat Scărișoara, comuna Mihăești                             |                                 | sec. XIV-XV               |            | 45°03′47″N 24°13′10″E / 45.062965°N 24.219333°E         | Încărcați imagine | Raportați eroare |
| 171432.01.03 (Cod LMI: VL-II-m-A-09904.02) | Situl Mănăstirii Govora "Adormirea Maicii Domnului" din Scărișoara / ansamblu anonim (Categorie: construcție de cult) (Tip: Turn clopotniță)                                                                    | sat Scărișoara, comuna Mihăești                             |                                 | sec. XV                   |            | 45°03′47″N 24°13′12″E / 45.06293°N 24.21995°E           | Încărcați imagine | Raportați eroare |
| 171432.01.04 (Cod LMI: VL-II-m-A-09904.03) | Situl Mănăstirii Govora "Adormirea Maicii Domnului" din Scărișoara / ansamblu anonim (Categorie: construcție de cult) (Tip: Chilie)                                                                             | sat Scărișoara, comuna Mihăești                             |                                 | sec. XV - XVIII           |            | 45°03′47″N 24°13′09″E / 45.06298°N 24.219199°E          | Încărcați imagine | Raportați eroare |
| 171432.01.05 (Cod LMI: VL-II-m-A-09904.04) | Situl Mănăstirii Govora "Adormirea Maicii Domnului" din Scărișoara / ansamblu anonim (Categorie: construcție de cult) (Tip: Zid de incintă)                                                                     | sat Scărișoara, comuna Mihăești                             |                                 | sec. XVI                  |            | 45°03′47″N 24°13′12″E / 45.06293°N 24.21997°E           | Încărcați imagine | Raportați eroare |
| 171432.01.02 (Cod LMI: VL-II-a-A-09904)    | Situl Mănăstirii Govora "Adormirea Maicii Domnului" din Scărișoara / ansamblu Biserica "Adormirea Maicii Domnului" (Categorie: construcție de cult) (Tip: Biserică)                                             | sat Scărișoara, comuna Mihăești                             |                                 | 1711                      |            | 45°03′47″N 24°13′12″E / 45.06292°N 24.21996°E           | Încărcați imagine | Raportați eroare |
| 171432.01.06 (Cod LMI: VL-II-a-A-09904)    | Situl Mănăstirii Govora "Adormirea Maicii Domnului" din Scărișoara / ansamblu Biserica Bolniță (Categorie: construcție de cult) (Tip: Biserică)                                                                 | sat Scărișoara, comuna Mihăești                             |                                 | sec. XVIII - XIX          |            | 45°03′47″N 24°13′12″E / 45.06292°N 24.21996°E           | Încărcați imagine | Raportați eroare |
| 171432.01.07 (Cod LMI: VL-II-a-A-09904)    | Situl Mănăstirii Govora "Adormirea Maicii Domnului" din Scărișoara / ansamblu anonim (Categorie: construcție de cult) (Tip: Morminte)                                                                           | sat Scărișoara, comuna Mihăești                             |                                 | sec. XVII                 |            | 45°03′47″N 24°13′12″E / 45.06292°N 24.21996°E           | Încărcați imagine | Raportați eroare |
| 173720.02.01 (Cod LMI: VL-II-m-B-09916)    | Ruinele bisericii "Sfinții Voievozi" de la Slăvitești / ansamblu Ruinele bisericii "Sfinții Voievozi" (Categorie: structură de cult/religioasă) (Tip: Biserică)                                                 | sat Slăvitești, comuna Șirineasa                            | Str. Luceafărului               | 1740 - 1750               |            |                                                         | Încărcați imagine | Raportați eroare |
| 171012.03.01 (Cod LMI: VL-II-m-A-09922)    | Ansamblul sitului Schitului medieval Stănești Vâlcea de la Stănești-Lunca / ansamblu Biserica "Adormirea Maicii Domnului" a fostei mănăstiri Stănești (Categorie: structură de cult/religioasă) (Tip: Biserică) | sat Stănești-Lunca, comuna Lungești                         |                                 | 1537, extinsă sec. XVII   |            |                                                         | Încărcați imagine | Raportați eroare |
| 171012.03.02 (Cod LMI: VL-II-m-A-09922)    | Ansamblul sitului Schitului medieval Stănești Vâlcea de la Stănești-Lunca / ansamblu anonim (Categorie: structură de cult/religioasă) (Tip: Chilii)                                                             | sat Stănești-Lunca, comuna Lungești                         |                                 | sf. sec. XVI (1588-1602?) |            |                                                         | Încărcați imagine | Raportați eroare |
| 171012.03.03 (Cod LMI: VL-II-m-A-09922)    | Ansamblul sitului Schitului medieval Stănești Vâlcea de la Stănești-Lunca / ansamblu anonim (Categorie: structură de cult/religioasă) (Tip: biserică)                                                           | sat Stănești-Lunca, comuna Lungești                         |                                 | 1938-1942                 |            |                                                         | Încărcați imagine | Raportați eroare |
| 167561.01.03 (Cod LMI: VL-I-m-A-09580.01)  | Situl arheologic de la Stolniceni - "Buridava Romană" / ansamblu anonim (Categorie: locuire) (Tip: Așezare) | localitate componentă Stolniceni, municipiul Râmnicu Vâlcea | Buridava Romană                 | daco-romană III-IV        |            | 45°02′13″N 24°18′10″E / 45.03695°N 24.30278°E           | Încărcați imagine | Raportați eroare |
| 167561.01.01 (Cod LMI: VL-I-m-A-09580.02)  | Situl arheologic de la Stolniceni - "Buridava Romană" / ansamblu Rezervația arheologică "Buridava Romană" (parțial) (Categorie: locuire) (Tip: Așezare fortificată)                                             | localitate componentă Stolniceni, municipiul Râmnicu Vâlcea | Buridava Romană                 | sec. III - IV             |            | 45°02′13″N 24°18′10″E / 45.03695°N 24.30278°E           | Încărcați imagine | Raportați eroare |
| 167561.01.02 (Cod LMI: VL-I-m-A-09580.03)  | Situl arheologic de la Stolniceni - "Buridava Romană" / ansamblu anonim (Categorie: locuire) (Tip: Terme) | localitate componentă Stolniceni, municipiul Râmnicu Vâlcea | Buridava Romană                 | sec. II - III             |            | 45°02′13″N 24°18′10″E / 45.03695°N 24.30278°E           | Încărcați imagine | Raportați eroare |
| 169397.02.01 (Cod LMI: VL-I-s-A-09575)     | Castrul roman de la Sânbotin - "La Canton" / ansamblu Castra Traiana (Categorie: locuire militară) (Tip: Castru)                                                                                                | sat Sânbotin, comuna Dăești                                 | La Canton                       | romană sec. II - III      |            | 45°12′33″N 24°22′38″E / 45.2091194444°N 24.3771111111°E | Încărcați imagine | Raportați eroare |